# Kuno Klötzer
Kuno Klötzer (ur. 19 kwietnia 1922, zm. 6 sierpnia 2011) – niemiecki trener piłkarski. W 1977 roku prowadząc Hamburger SV na Stadionie Olimpijskim w Amsterdamie pokonał 2-0 RSC Anderlecht i zdobył Puchar Zdobywców Pucharów.